# Oscar Yanes
Oscar Yanes (ur. 25 kwietnia 1927, zm. 21 października 2013) – wenezuelski pisarz i dziennikarz.

## Wyróżnienia
W 1992 roku zdobył nagrodę Silver Book.